# 肥人
肥人（日本語: こまひと、くまびと）は、古代日本の人々。彼らは九州の西側に位置する肥国に居住していた。